# Daddala
Daddala  es un género de lepidópteros perteneciente a la familia Noctuidae. Es originario de la subregión India hasta Nueva Guinea.

## Especies seleccionadas
- Daddala brevicauda (Wileman & South, 1921)
- Daddala lucilla (Butler, 1881)
- Daddala microdesma (Prout, 1928)
- Daddala quadrisignata Walker, 1865